# Bernt Petersen
Bernt Petersen (født 11. januar 1937, død 6. marts 2017 i Farum) var en dansk arkitekt. Som udlært møbelsnedker blev Bernt uddannet på Kunsthåndværkerskolen, hvor han var lærer 1973-78. Han underviste på Kunstakademiet i København 1978-85. På egen tegnestue formgav fra 1963 Bernt Petersen møbler i træ, overvejende i lyse træsorter som ask og bøg. Formsproget er enkelt og tilpasset en industriel produktion, og hans møbler er blevet anvendt i bl.a. teater- og koncertsale i en lang række danske byer. Bernt Petersen har endvidere virket som udstillingsarkitekt.